# Под'якова Роза Іванівна
Роза Іванівна Под'я́кова (25 листопада 1925, Бежиця — 26 травня 1969, Жданов) — російська радянська актриса театру; народна артистка Української РСР з 1969 року.

## Біографія
Народилася 25 листопада 1925 у місті Бежиці (нині у складі міста Брянська, Росія). 1950 року закінчила Московський державний інститут театрального мистецтва імені Анатолія Луначарського. Член КПРС з 1953 року.
По закінченню навчання працювала в Дніпропетровському російському драматичному театрі імені Максима Горького, згодом — в Миколаївському російському драматичному театрі імені Валерія Чкалова, протягом 1964—1969 років — у Донецькому обласному драматичному театрі у Жданові.
Померла в Жданові 26 травня 1969 року.

## Ролі
Виконала ролі:
- Комісар («Оптимістична трагедія» Всеволода Вишневського);
- Валя («Іркутська історія» Олексія Арбузова);
- Анечка («Океан» Олександра Штейна);
- Любов Ярова («Любов Ярова» Костянтина Треньова);
- Діана («Собака на сіні» Лопе де Вега);
- Марія Стюарт («Марія Стюарт» Фрідріха Шиллера).

## Відзнаки
- Нагороджена орденом «Знак Пошани»;
- Народна артистка УРСР з 1969 року.